# Condados do Sudão do Sul
Os dez estados do Sudão do Sul estão divididos 86 condados.

## Equatória Central
1. Juba
2. Kajo Keji
3. Lainya
4. Morobo
5. Terequeca
6. Iei

## Equatória Oriental
1. Budi
2. Ikotos
3. Kapoeta Oriental
4. Kapoeta do Norte
5. Kapoeta do Sul
6. Lafon
7. Magwi
8. Torite

## Juncáli
1. Acobo
2. Aiode
3. Bor
4. Duk
5. Fangak
6. Nyirol
7. Pibor
8. Piegi
9. Pochalla
10. Tuique Oriental
11. Uror

## Lagos
1. Auerial
2. Cueibete
3. Rumbeque Central
4. Rumbeque Oriental
5. Rumbeque do Norte
6. Wulu
7. Yirol Oriental
8. Yirol Ocidental

## Bar-El-Gazal do Norte
1. Uail Central
2. Uail Oriental
3. Uail do Norte
4. Uail do Sul
5. Uail Ocidental

## Unidade
1. Abiemnhom
2. Guit
3. Koch
4. Leer
5. Mayiendit
6. Mayom
7. Panyijar
8. Rubkona

## Alto Nilo
1. Baliete
2. Fachoda
3. Longechuk
4. Maban
5. Malacal
6. Manyo
7. Maiwut
8. Melut
9. Nasir
10. Panyikang
11. Renk
12. Ulang

## Warab
1. Gogrial Oriental
2. Gogrial Ocidental
3. Tonje Oriental
4. Tonje do Norte
5. Tonje do Sul
6. Tuique

## Bar-El-Gazal Ocidental
1. Rio Jur
2. Raga
3. Uau

## Equatória Ocidental
1. Ezo
2. Iambio
3. Ibba
4. Maridi
5. Mundri Oriental
6. Mundri Ocidental
7. Mvolo
8. Nagero
9. Nzara
10. Tambura